# Ruisseau de Couard
Der Ruisseau de Couard ist ein gut 3 Kilometer langer Bach im französischen Département Vosges in der Region Grand Est, der auf dem Gebiet der Gemeinde Le Thillot verläuft und ein südlicher und linker Zufluss der Mosel ist.

## Geographie

### Verlauf
Der Ruisseau de Couard entspringt auf einer Höhe von etwa 903 m im Forêt communale de Fresse-Sur-Moselle (Gemeindewald) am Osthang des Tête des Noirs Etangs.
Er fließt zunächst in nordnordöstlicher Richtung etwa 300 Meter durch einen geschlossenen Mischwald aus überwiegend Nadel- und Laubbäumen und wechselt dann in einen Nadelwald, der zum Forêt communale du Thillot gehört. Er läuft nun rund 600 Meter in fast nördlicher Richtung durch den Wald und kreuzt dabei hintereinander drei Waldwege.
Südwestlich des Gebirgspasses Col du Couard mit einer Passhöhe von 644 m biegt der Bach nach Westnordwesten ab und zieht, begleitet von der Rue du Col de Couard, zunächst durch Nadelwald und dann durch Laubwald am Südfuß des 737 m hohen Montagne de Couard entlang, auf dem 1947 das Wegekreuz Croix de Couard errichtet wurde.
Gut 800 Meter bachabwärts wird er südwestlich des  667 m hohen Tête de l'Alouette auf seiner linken Seite von einem aus dem Südosten kommenden und etwa 1 Kilometer langen namenlosen Bach gespeist und rund 100 Meter später fließt ihm auf der gleichen Seite aus dem Süden ein zweiter, ungefähr 1,9 Kilometer langer und ebenfalls namenloser Bach zu. Nördlich der 'Rue du Col de Couard steht dort ein weiteres Wegekreuz.
Der Ruisseau de Couard nimmt von rechts noch zwei Bächlein auf, wendet sich dann nach Nordwesten und schlängelt sich danach am Ostfuß des 577 m hohen Tête Mosique entlang. Kurz darauf erreicht er den Ortsrand der Kleinstadt Le Thillot.
Er läuft nordnordostwärts am Südostrand der Ortschaft an der 1864 gegründeten Gerberei Tannerie SOVOS Grosjean vorbei,  knickt dann fast rechtwinklig nach Westnordwesten ab, um dann knapp 100 Meter später wieder die alte Richtung einzuschlagen.
Er kreuzt nun die Rue du Col de Couard, unterquert etwas später  noch den Bahntrassenradweg Voie Verte des Hautes-Vosges und die Rue de la Favée und mündet schließlich in Le Thillotauf einer Höhe von 487 m von Süden und von links in die aus dem Osten heranziehende Mosel.
Sein 3,22 km langer Lauf endet ungefähr 416 Höhenmeter unterhalb seiner Quelle, er hat somit ein mittleres Sohlgefälle von etwa 13 %.

### Einzugsgebiet
Das Einzugsgebiet des Ruisseau de Couard liegt in den Vogesen und wird durch ihn über die Mosel und den Rhein zur Nordsee entwässert.
Es grenzt
- im Nordosten an das Einzugsgebiet der Mosel;
- im Osten an das des Ruisseau de Longiligoutte, der in die Mosel mündet;
- im Süden an das des Ruisseau de la Fonderie, der über den Ruisseau du Ballon in den Ognon entwässert;
- im Südwesten an das des Ognon direkt, der über die Saône und die Rhone in das Mittelmeer entwässert und
- im Westen an das des Ruisseau le Vaxeux, der in die Mosel mündet.

Der südliche und mittlere Bereich des Einzugsgebiets ist überwiegend bewaldet, im Norden dominieren Siedlungen und teilweise auch Grünflächen.
Die höchst Erhebung ist der 929 m hohen Tête des Noirs Etangs im Süden des Einzugsgebiets.